# David Morris Potter
David Morris Potter (* 6. Dezember 1910 in Augusta (Georgia); † 18. Februar 1971 in Stanford) war ein US-amerikanischer  Historiker, der sich vor allem mit der Vorgeschichte des Amerikanischen Bürgerkriegs befasste.
Potter studierte an der Emory University mit dem Bachelor-Abschluss 1932 und wurde 1940 bei Ulrich Bonnell Phillips an der Yale University (Lincoln and his Party in the Secession Crisis, veröffentlicht 1942). Schon vor seiner Promotion begann er an der University of Mississippi und am Rice Institute zu lehren. Ab 1942 war er Professor für Geschichte in Yale und ab 1961 an der Stanford University. Er war dort Coe Professor of American History. 1965 bis 1968 leitete er die Geschichtsfakultät.
Er war Gastprofessor in Oxford (Harmsworth Professor), der Universität London, an der University of Wyoming, der Louisiana State University, am Connecticut College, der State University of New York, der University of Delaware und an der University of Chicago.
Für sein Hauptwerk über die Ursachen des amerikanischen Bürgerkriegs, The Impending Crisis von 1976, erhielt er postum den Pulitzer-Preis für Geschichte (Don E. Fehrenbacher vollendete die letzten beiden Kapitel und gab das Werk heraus). Schon in seiner Dissertation untersuchte er die komplexen Vorgänge innerhalb der Republikaner um Abraham Lincoln im Vorfeld des Bürgerkriegs.
In People of Plenty schrieb er eine Interpretation der gesamten amerikanischen Geschichte und der Ausbildung des amerikanischen Nationalcharakters mit Methoden der Kulturanthropologie und Sozialpsychologie. Er war auch für seine historischen Essays bekannt und hatte einen guten Ruf als Lehrer (Dinkelspiel Award 1968).
Er war Ehrendoktor der University of Wyoming und der Emory University. 1965 wurde er in die American Philosophical Society und 1966 in die American Academy of Arts and Sciences gewählt. Im Jahr seines Todes 1971 war er Präsident der American Historical Association.
Er war passionierter Ornithologe.

## Schriften
- mit Don E. Fehrenbacher: The Impending Crisis, 1848–1861, New York: Harper and Row 1976
- Lincoln and His Party in the Secession Crisis, Yale University Press 1942, Louisiana State University Press, 1995 (Vorwort Daniel W. Croft)
- People of Plenty: Economic Abundance and the American Character, University of Chicago Press 1954
- The South and the Sectional Conflict, Louisiana State University Press 1968 (Essay-Sammlung, erhielt den Jules F. Landry Award der Louisiana State University)
- History and American Society: Essays of David M. Potter, Herausgeber Don E. Fehrenbacher, Oxford University Press, 1973
- Division and the stresses of reunion, 1845–1876, Glenview/Illinois: Scott Foresman 1973
- The Historian's Use of Nationalism and Vice Versa, American Historical Review, Band 67, Juli 1962,  S. 924–950
- National and sectional forces in the United States, The New Cambridge Modern History, Band 10, Cambridge University Press 1960